# Mannschaftskader der Primera División (Schach) 1979
Die Liste der Mannschaftskader der Primera División (Schach) 1979 enthält alle Spieler, die in der spanischen Primera División im Schach 1979 mindestens eine Partie spielten, mit ihren Einzelergebnissen.

## Allgemeines
Während CE Terrassa, CA Peña Rey Ardid Bilbao und CA Caja Insular de Ahorros in allen Wettkämpfen die gleichen vier Spieler einsetzte, spielten bei CA Caja de Ahorros Málaga sieben Spieler mindestens eine Partie. Insgesamt kamen 51 Spieler zum Einsatz, von denen 24 an allen Wettkämpfen teilnahmen.
Punktbester Spieler war José Luis Fernández García (UGA Barcelona) mit 7 Punkten aus 9 Partien. Ángel Martín González (CE Vulcà Barcelona) erreichte 6,5 Punkte aus 9 Partien, Francisco Javier Ochoa de Echagüen (UGA Barcelona) 6 Punkte aus 9 Partien. Kein Spieler erreichte 100 %, das prozentual beste Ergebnis gelang ebenfalls Fernández García.

## Legende
Die nachstehenden Tabellen enthalten folgende Informationen:
- Nr.: Ranglistennummer
- Titel: FIDE-Titel; GM = Großmeister, IM = Internationaler Meister
- Land: Verbandszugehörigkeit gemäß Elo-Liste von Januar 1979; COL = Kolumbien, ESP = Spanien, PER = Peru, SWE = Schweden
- Elo: Elo-Zahl in der Elo-Liste von Januar 1979 oder der Ergänzungsliste von Juli 1979
- G: Anzahl Gewinnpartien
- R: Anzahl Remispartien
- V: Anzahl Verlustpartien
- Pkt.: Anzahl der erreichten Punkte
- Partien: Anzahl der gespielten Partien

## UGA Barcelona
| Nr. | Titel | Name                               | Land | Elo  | G | R | V | Pkt. | Partien |
| --- | ----- | ---------------------------------- | ---- | ---- | - | - | - | ---- | ------- |
| 1   | GM    | Arturo Pomar Salamanca             | ESP  | 2435 | 3 | 5 | 0 | 5,5  | 8       |
| 2   |       | Francisco Javier Ochoa de Echagüen | ESP  | 2350 | 3 | 6 | 0 | 6    | 9       |
| 3   |       | José Luis Fernández García         | ESP  | 2340 | 5 | 4 | 0 | 7    | 9       |
| 4   |       | Guillermo Buxadé Roca              | ESP  | 2210 | 2 | 5 | 0 | 4,5  | 7       |
| 5   |       | Ricardo Lluís Brusi Noguera        | ESP  |      | 1 | 2 | 0 | 2    | 3       |

## CE Vulcà Barcelona
| Nr. | Titel | Name                     | Land | Elo  | G | R | V | Pkt. | Partien |
| --- | ----- | ------------------------ | ---- | ---- | - | - | - | ---- | ------- |
| 1   | GM    | Orestes Rodríguez Vargas | PER  | 2495 | 3 | 3 | 3 | 4,5  | 9       |
| 2   |       | Ángel Martín González    | ESP  | 2370 | 4 | 5 | 0 | 6,5  | 9       |
| 3   |       | Manuel Nieto Míguez      | ESP  |      | 1 | 4 | 1 | 3    | 6       |
| 4   |       | Jordi Ayza Ballester     | ESP  |      | 3 | 0 | 3 | 3    | 6       |
| 5   |       | Jordi Miralles Brugués   | ESP  |      | 2 | 3 | 1 | 3,5  | 6       |

## CA Caja de Ahorros Málaga
| Nr. | Titel | Name                          | Land | Elo  | G | R | V | Pkt. | Partien |
| --- | ----- | ----------------------------- | ---- | ---- | - | - | - | ---- | ------- |
| 1   | GM    | Juan Manuel Bellón López      | ESP  | 2395 | 3 | 5 | 1 | 5,5  | 9       |
| 2   |       | Manuel Ruiz Gutiérrez         | ESP  | 2235 | 1 | 5 | 0 | 3,5  | 6       |
| 3   |       | Vicente Gómez Polo            | ESP  |      | 2 | 5 | 1 | 4,5  | 8       |
| 4   |       | Francisco Javier Muñoz Moreno | ESP  |      | 0 | 5 | 1 | 2,5  | 6       |
| 5   |       | Heras                         | ESP  |      | 1 | 3 | 0 | 2,5  | 4       |
| 6   |       | Ramón Durán Leon              | ESP  | 2210 | 0 | 0 | 1 | 0    | 1       |
| 7   |       | Félix Ramos Suría             | ESP  |      | 0 | 2 | 0 | 1    | 2       |

## CA Gambito Valencia
| Nr. | Titel | Name                  | Land | Elo  | G | R | V | Pkt. | Partien |
| --- | ----- | --------------------- | ---- | ---- | - | - | - | ---- | ------- |
| 1   | IM    | Jaan Eslon            | SWE  | 2380 | 3 | 5 | 1 | 5,5  | 9       |
| 2   |       | Rafael Mari Sancho    | ESP  |      | 0 | 4 | 2 | 2    | 6       |
| 3   |       | José Coret Frasquet   | ESP  |      | 1 | 2 | 3 | 2    | 6       |
| 4   |       | Ramón Navarro Lerma   | ESP  |      | 3 | 5 | 0 | 5,5  | 8       |
| 5   |       | José Ferrandis Pérez  | ESP  |      | 1 | 2 | 0 | 2    | 3       |
| 6   |       | Vicente Campos Aucejo | ESP  |      | 2 | 1 | 1 | 2,5  | 4       |

## CE Terrassa
| Nr. | Titel | Name                 | Land | Elo | G | R | V | Pkt. | Partien |
| --- | ----- | -------------------- | ---- | --- | - | - | - | ---- | ------- |
| 1   |       | Xavier Mateu i Palau | ESP  |     | 2 | 5 | 2 | 4,5  | 9       |
| 2   |       | Juan Pomés Marcet    | ESP  |     | 3 | 5 | 1 | 5,5  | 9       |
| 3   |       | Joan Mora Amella     | ESP  |     | 2 | 5 | 2 | 4,5  | 9       |
| 4   |       | Emili Simón Padrós   | ESP  |     | 1 | 6 | 2 | 4    | 9       |

## CE Olot
| Nr. | Titel | Name                        | Land | Elo  | G | R | V | Pkt. | Partien |
| --- | ----- | --------------------------- | ---- | ---- | - | - | - | ---- | ------- |
| 1   | IM    | Óscar Humberto Castro Rojas | COL  | 2430 | 4 | 2 | 3 | 5    | 9       |
| 2   | IM    | Antonio Medina García       | ESP  | 2355 | 2 | 5 | 2 | 4,5  | 9       |
| 3   |       | Rafael González Maza        | ESP  | 2340 | 3 | 3 | 2 | 4,5  | 8       |
| 4   |       | Jorge Cuadras Avellana      | ESP  |      | 1 | 3 | 1 | 2,5  | 5       |
| 5   |       | Robert Ferrán Biosca        | ESP  |      | 1 | 2 | 2 | 2    | 5       |

## CA Peña Rey Ardid Bilbao
| Nr. | Titel | Name                         | Land | Elo | G | R | V | Pkt. | Partien |
| --- | ----- | ---------------------------- | ---- | --- | - | - | - | ---- | ------- |
| 1   |       | Pedro María Zabala Bilbao    | ESP  |     | 2 | 3 | 4 | 3,5  | 9       |
| 2   |       | Juan Mario Gómez Esteban     | ESP  |     | 1 | 6 | 2 | 4    | 9       |
| 3   |       | Juan Carlos Fernández García | ESP  |     | 2 | 4 | 3 | 4    | 9       |
| 4   |       | Luis Carnicero Rodríguez     | ESP  |     | 1 | 7 | 1 | 4,5  | 9       |

## Asociación Barcinona
| Nr. | Titel | Name                   | Land | Elo  | G | R | V | Pkt. | Partien |
| --- | ----- | ---------------------- | ---- | ---- | - | - | - | ---- | ------- |
| 1   |       | Luís González Mestres  | ESP  | 2330 | 2 | 7 | 0 | 5,5  | 9       |
| 2   |       | Josep Parés Vives      | ESP  | 2285 | 0 | 1 | 1 | 0,5  | 2       |
| 3   |       | Gregorio García Conesa | ESP  | 2345 | 2 | 4 | 3 | 4    | 9       |
| 4   |       | Josep Garriga Nualart  | ESP  | 2300 | 1 | 3 | 0 | 2,5  | 4       |
| 5   |       | Lluís Coll Enriquez    | ESP  |      | 1 | 4 | 2 | 3    | 7       |
| 6   |       | Josep Batalla Batalla  | ESP  |      | 0 | 1 | 4 | 0,5  | 5       |

## CA Caja Insular de Ahorros
| Nr. | Titel | Name                   | Land | Elo  | G | R | V | Pkt. | Partien |
| --- | ----- | ---------------------- | ---- | ---- | - | - | - | ---- | ------- |
| 1   | IM    | José García Padrón     | ESP  | 2400 | 1 | 3 | 5 | 2,5  | 9       |
| 2   |       | Juan Betancort Curbelo | ESP  | 2350 | 0 | 6 | 3 | 3    | 9       |
| 3   |       | Hugo Rubio Purriños    | ESP  | 2300 | 3 | 5 | 1 | 5,5  | 9       |
| 4   |       | Pedro Lezcano Montalvo | ESP  | 2275 | 2 | 5 | 2 | 4,5  | 9       |

## UD Las Palmas
| Nr. | Titel | Name                          | Land | Elo  | G | R | V | Pkt. | Partien |
| --- | ----- | ----------------------------- | ---- | ---- | - | - | - | ---- | ------- |
| 1   | IM    | José Miguel Fraguela Gil      | ESP  | 2305 | 0 | 5 | 3 | 2,5  | 8       |
| 2   |       | Augusto Menvielle Lacourrelle | ESP  | 2315 | 1 | 3 | 2 | 2,5  | 6       |
| 3   |       | Juan Pedro Domínguez Sanz     | ESP  | 2275 | 1 | 4 | 4 | 3    | 9       |
| 4   |       | Eligio Quinteiro González     | ESP  |      | 1 | 4 | 4 | 3    | 9       |
| 5   |       | Sarraute                      | ESP  |      | 0 | 0 | 4 | 0    | 4       |